# Звір господаря Бельома
«Звір госпо́даря Бельо́ма» (фр. La Bête à Maît' Belhomme) — новела французького письменника Гі де Мопассана, видана в 1885 році. Твір розповідає про вушний біль пана Бельома і щасливе одужання, до якого долучились його знайомі. В основу сюжету покладені реальні медичні випадки, що описують проникнення до середнього вуха комах через зовнішній вушний отвір.

## Історія
Вперше ця новела побачила світ у газеті «Gil Blas» 22 вересня 1885 року. Наступного року Гі де Мопассан включив її до збірки «Туан». Український переклад твору належить перу Лідії Івченкової. В її перекладі новелу друкували у видавництві «Дніпро» двічі: у восьмитомному зібранні творів Гі де Мопассана (1969—1972) і двотомному виданні вибраних творів письменника (1990).

## Сюжет
У диліжансі зібралася пістрява компанія краян: священник, вчитель, пара селюків з дружинами та знесилений господар Бельом. Останній їде наодинці до шептуна, який мав би позбавити його від дошкульного болю у вусі, оскільки лікарям-шкуродерам цей ощадний добродій не довіряє. Так як дорогою напади болю частішають, вся компанія долучається до лікування господаря Бельома. Застосувавши по черзі декілька способів, подорожні зрештою видобувають з вуха нещасливця блоху. Після несподіваного одужання пан Бельом повертається додому.